# 格拉绍
格拉绍是德国石勒苏益格－荷尔斯泰因州的一个市镇。总面积18.82平方公里，总人口917人，其中男性467人，女性450人（2011年12月31日），人口密度49人/平方公里。